# Alpes-Maritimes
Pour les articles homonymes, voir Alpes maritimes (province romaine), Alpes maritimes, Alpes-Maritimes (1793-1814) et 06.
 (décembre 2024).
Si vous disposez d'ouvrages ou d'articles de référence ou si vous connaissez des sites web de qualité traitant du thème abordé ici, merci de compléter l'article en donnant les références utiles à sa vérifiabilité et en les liant à la section « Notes et références ».
Les Alpes-Maritimes (prononcé /alp(ə) ma.ʁi.tim/) sont un département français de la région Provence-Alpes-Côte d'Azur. Ses habitants sont appelés « Maralpins » mais cette appellation est très rarement employée et on utilise plus fréquemment « Azuréens », plus approprié[réf. nécessaire] pour désigner la population vivant sur la bande côtière Azuréenne de Menton à Théoule-sur-Mer sur la Côte d'Azur.
L'Insee et La Poste lui attribuent le code 06. Sa préfecture est Nice.
Un premier département des Alpes-Maritimes existe de 1793 à 1814, sous la Révolution française et le Premier Empire. Il est alors composé essentiellement du comté de Nice, détaché du royaume de Sardaigne et réuni à la France, ainsi que de la principauté de Monaco (Monaco, Roquebrune et Menton à l'époque) annexée et l'arrondissement de San Remo, annexé à la République ligurienne. En 1814, le comté de Nice retourne au royaume de Sardaigne et Monaco recouvre son indépendance mais sous protectorat sarde.
Lors du rattachement du comté de Nice à la France (avril 1860 - à l'exception de Tende et La Brigue, qui ne deviendront françaises qu'en 1947 et de Pigna et du marquisat de Dolceacqua, restés italiens), un second département des Alpes-Maritimes est créé par l'adjonction audit comté de Nice de l'arrondissement de Grasse, détaché du département du Var. Peu après a lieu le rattachement des villes de Menton et Roquebrune, qui avaient fait sécession de la principauté de Monaco et s'étaient placées sous la protection de la Sardaigne  et dont les droits furent rachetés par l'empereur des Français au prince de Monaco en 1861. Le département comporte alors trois arrondissements, Nice, Grasse, et le nouvel arrondissement de Puget-Théniers (de 1860 à 1926).
Le département compte 1 114 579 habitants en 2022.

## Géographie
|                         | Province de Coni ( Italie) |                              |
| Alpes-de-Haute-Provence | Alpes-Maritimes            | Province d'Imperia ( Italie) |
| Var                     |                            | Monaco Mer Méditerranée      |

Paysages des Alpes-Maritimes :
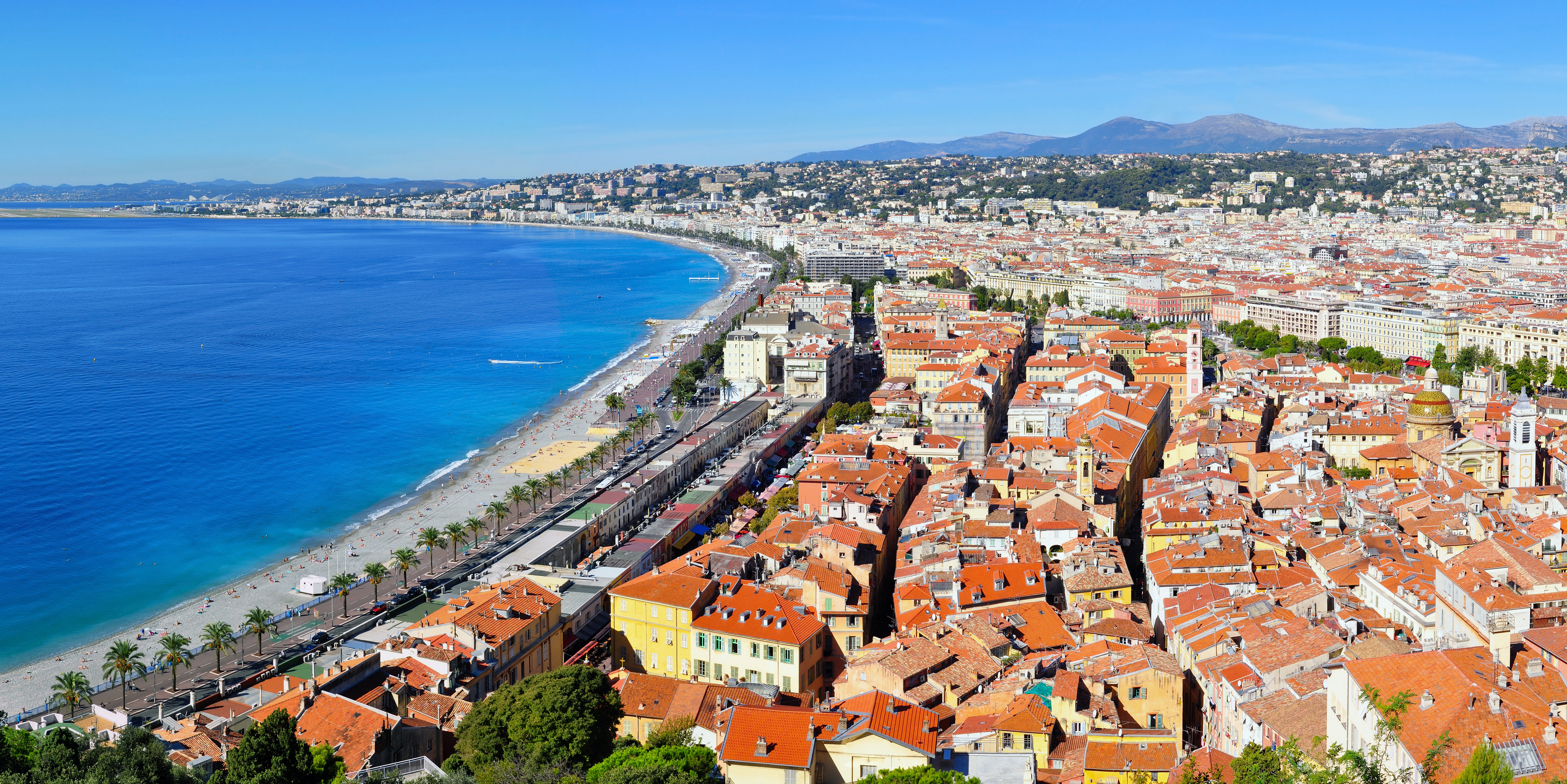
Nice et la Côte d'Azur, dans le sud du département.
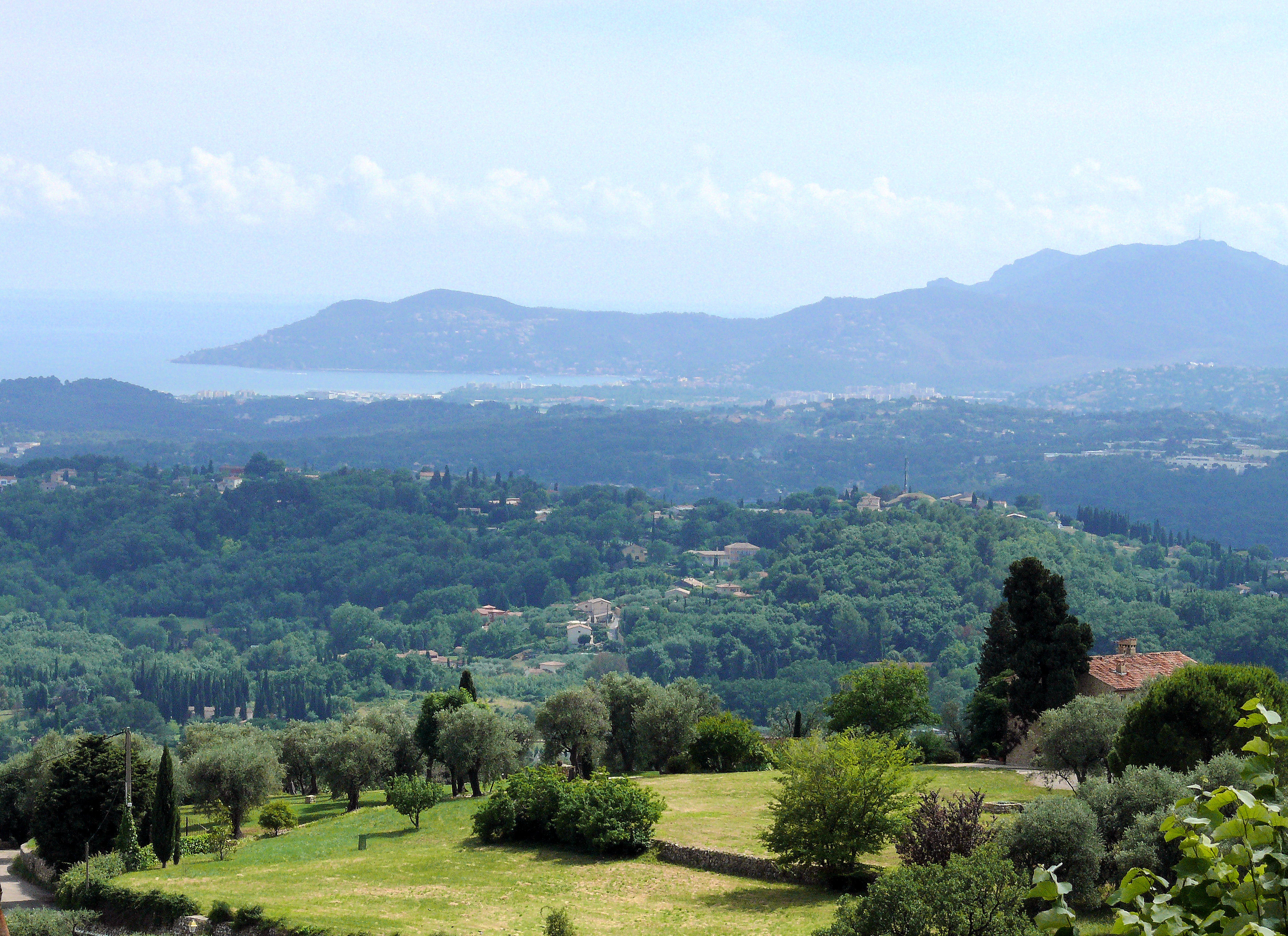
Châteauneuf-Grasse, dans le sud-ouest.
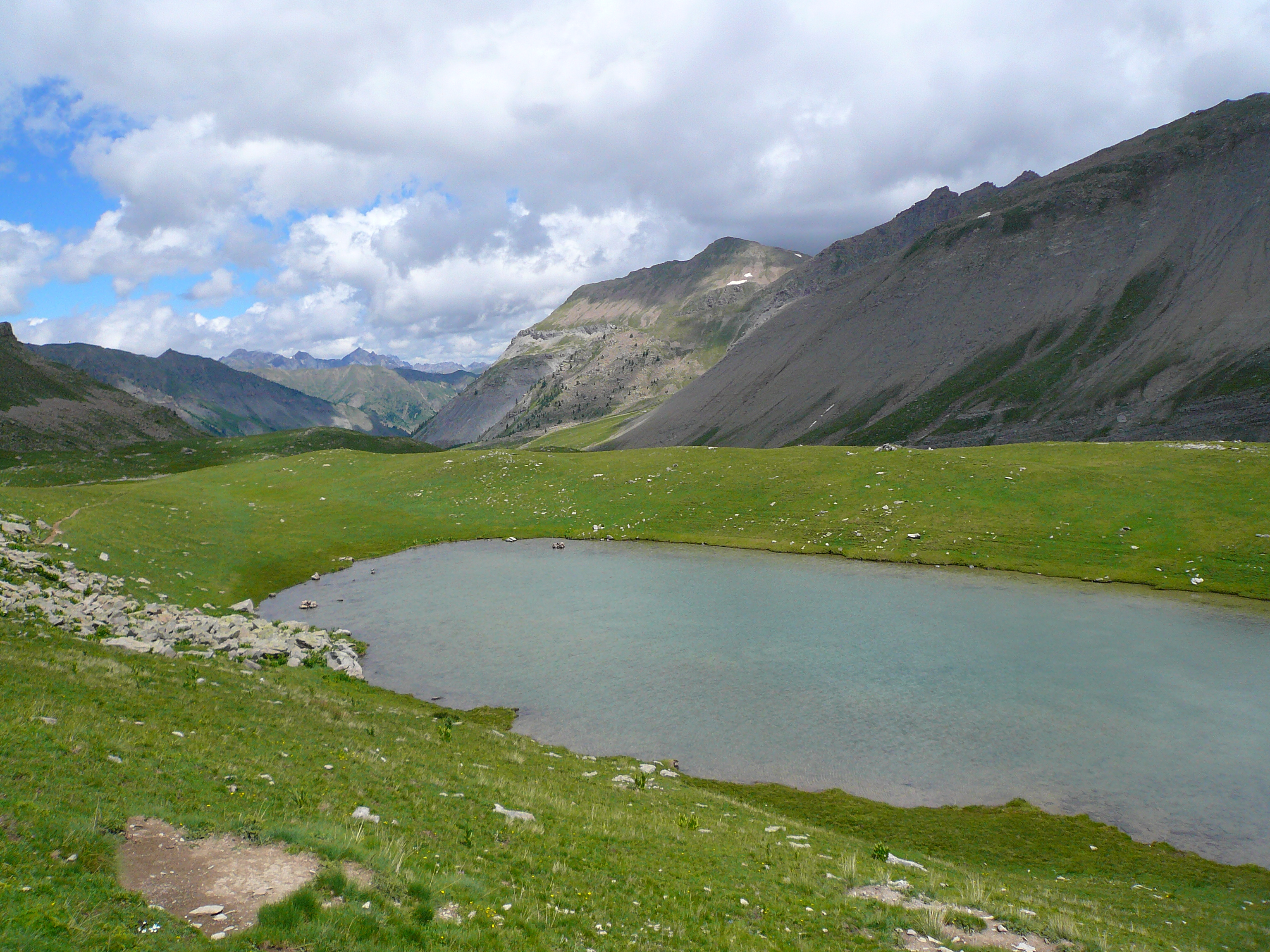
Saint-Dalmas-le-Selvage, dans le nord.

### Situation
Le département des Alpes-Maritimes est limitrophe des départements du Var au sud-ouest et des Alpes-de-Haute-Provence au nord-ouest ainsi que de l'Italie à l'est. Il est bordé par la mer Méditerranée au sud. Sa topographie est très contrastée. Comme son nom l'indique, la plus grande partie du département est partie constituante de l'ensemble topographique des Alpes - et notamment des Alpes maritimes - mais il a également la particularité d'être un département côtier avec sa façade méditerranéenne.

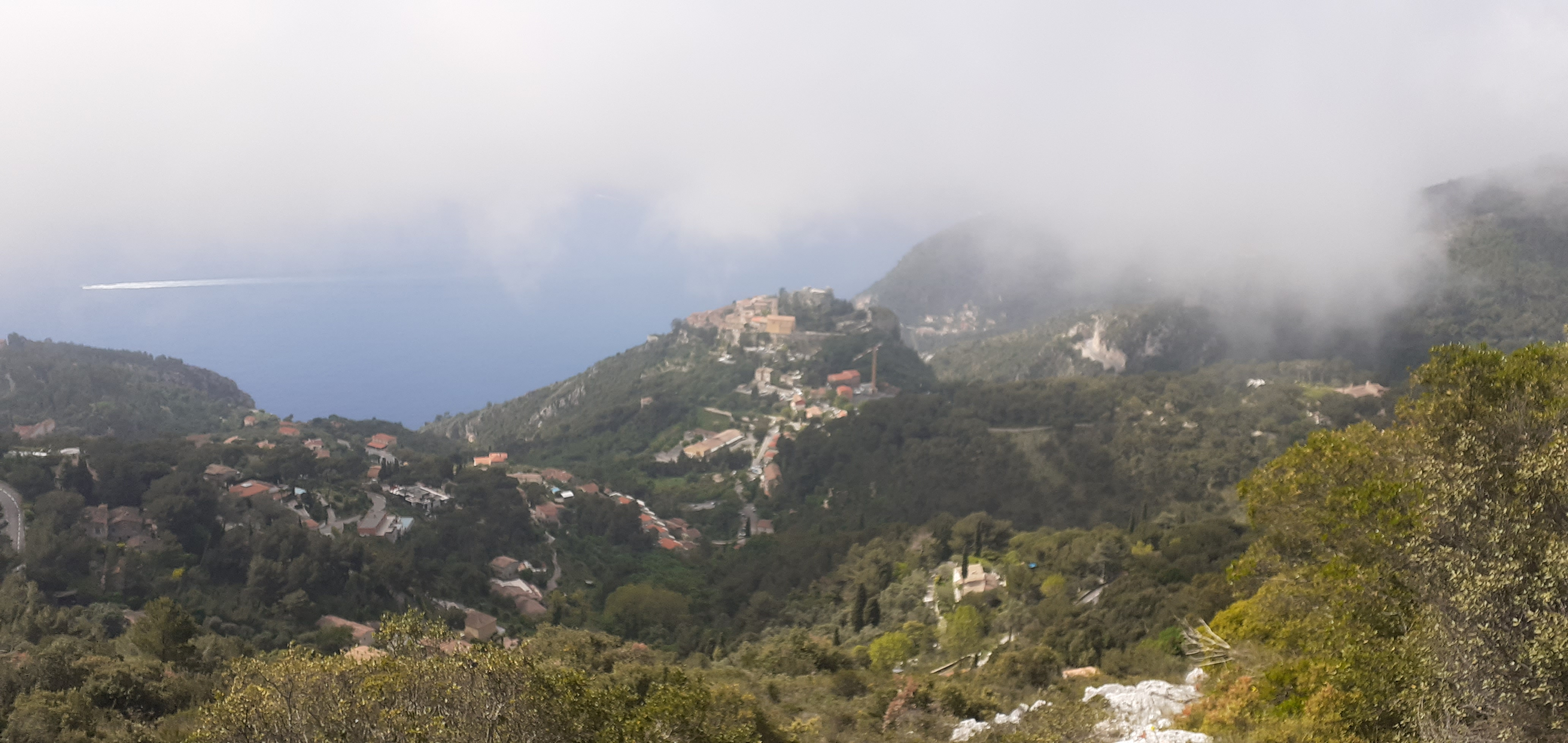
Vue plongeante sur Èze-village entre mer et montagne.

La partie côtière du littoral azuréen est très urbanisée et densément peuplée. Elle regroupe toutes les villes de la Côte d'Azur dans une conurbation quasi continue de Menton à Théoule-sur-Mer, tandis que la partie montagneuse, plus étendue mais faiblement peuplée, est entièrement rurale exception faite des chefs-lieux des cantons de l'intérieur.

### Relief
Le point culminant du département - situé sur la frontière franco-italienne - est la cime du Gélas (3 143 m) qui domine, plus à l'est, la vallée des Merveilles. En effet, le mont Argentera est certes plus élevé avec 3 297 m d'altitude mais il est situé en territoire italien. Le mont Mounier (2 817 m) domine au sud le vaste dôme de Barrot formé d'une masse de plus de 900 m d'épaisseur de pélites rouges profondément échancrées par les gorges de Daluis et du Cians. Sauf en période hivernale, quatre grands cols permettent de franchir au nord le massif du Mercantour-Argentera dont l'imposante barrière de 62 km de long dresse l'hiver sa muraille neigeuse visible de la côte. À partir de l'ouest, c'est d'abord, sur la route des grandes Alpes, le col de la Cayolle (2 324 m) aux sources du Var (fleuve) dans la commune d'Entraunes. Puis le col de la Bonette, l'un des plus hauts cols routiers d'Europe avec ses 2 715 m permettant de relier la vallée de la Tinée à celle de l'Ubaye. Plus à l'est, le col de la Lombarde (2 347 m), au-dessus d'Isola 2000, permet de rejoindre le sanctuaire Sainte-Anne de Vinadio en Italie. Et enfin, à son extrémité orientale, le col de Tende (1 871 m) qui assure la liaison avec Coni (ou Cuneo) en Italie.

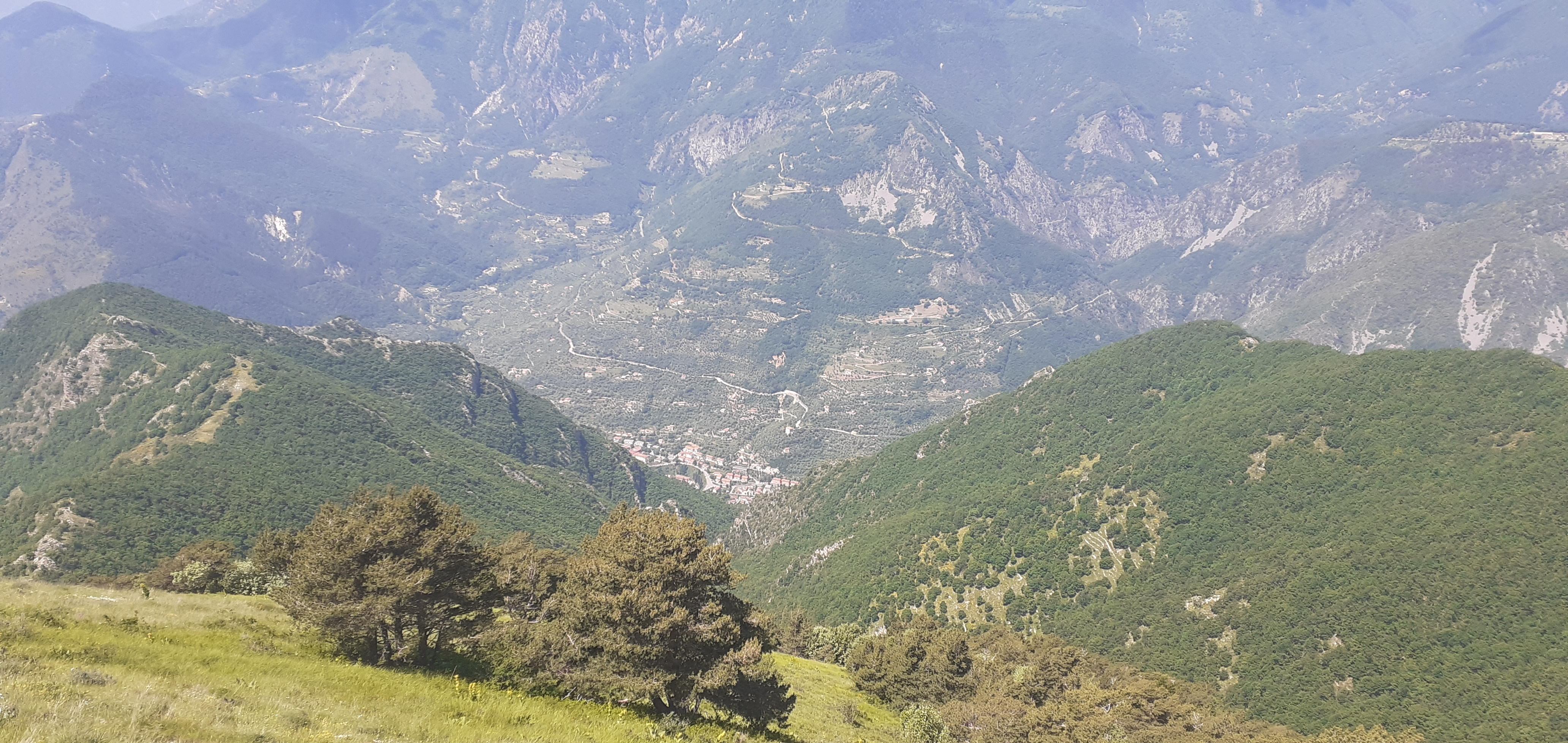
Vue sur Breil-sur-Roya depuis le sommet de l'Arpette.

### Massifs forestiers
La seule région des Alpes niçoises a un taux de boisement de 60,9 %, un peu supérieur à la moyenne du département et très supérieur au taux moyen de 39,4 % de la région Provence – Alpes - Côte d’Azur.
| Antibes Cagnes-sur-Mer Cannes Grasse Lantosque Levens Menton Nice Roubion Tende ITALIE MONACO Mer Méditerranée Préalpes de Nice Préalpes de Castellane Pelat Mercantour-Argentera Esterel Tanneron Alpes ligures |

### Hydrographie
Les cours d'eau sont l'Aigue Blanche, l'Ardon, l'Artuby, la Banquière, la Barlatte, la Bassera, la Bendola, la Bévéra, le Bieugne, le Borrigo, la Bouillide, le Bourdous, le Bouyon, la Brague, la Braisse[réf. nécessaire] le Braus[réf. nécessaire], la Cagne, le Caïros, la Caramagne[réf. nécessaire], le Careï, la Castérine[réf. nécessaire] la Chalvagne[réf. nécessaire], le Cians, le Clans[réf. nécessaire], la Ciavanelle, l'Estéron, la Faye, le Fontanalba, le Fossan, la Ganière, la Gironde, le Gorbio (cours d'eau), la Gordolasque, la Grande Frayère, le torrent de la Guercha, la Lane, la Lévensa, le Loup, la Lubiane, la Maglia, le Magnan, la Mairole[réf. nécessaire], le Malvan, le Mayola, la Miagne, la Minière, la Mourachonne, la Nieya[réf. nécessaire], le Paillon (les Paillons), le Raton, le Réfréi, le Riou, le Riou de l'Argentière, le Rioulan, la Roudoule, la Roya, la Siagne, la Siagnole, la Tinée, le Tuébi, la Valmasque, le Var, le Végay, la Vésubie et la Vionène.

### Climat
Le climat des Alpes-Maritimes est principalement de type montagnard jusqu'au climat méditerranéen en se rapprochant du littoral. Il est caractérisé par des averses importantes en saison automnale et par des orages violents en saison estivale ; ce phénomène est dû à la rencontre des masses d'air chaud le long du littoral et des masses plus froides provenant des montagnes. Ainsi, dans la nuit du 3 au 4 octobre 2015, à la suite de fortes précipitations, des inondations meurtrières ont causé la mort de vingt personnes dans le département.
La zone littorale a un climat méditerranéen (précipitations importantes en automne et au printemps surtout, sécheresse en été, ainsi qu'un hiver doux et sec). Vers l'intérieur, et surtout dans le nord, un climat de montagne (hiver assez vif, orages d'été).
L'un des attraits du département est son niveau d'ensoleillement important : 300 jours par an.
Le département est le plus orageux de France avec en moyenne 70 à 110 jours d'orages par an.

## Histoire

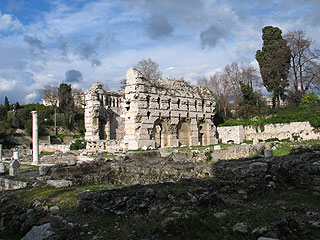
Les thermes romains de Cemenelum.

Carte des Alpes-Maritimes (1800).

Les Romains créent un district militaire nommé Alpes Maritimæ en 14 av. J.-C., qui acquiert le statut de province au milieu du Ier s. apr. J.-C. Elle a pour capitale Cemenelum (aujourd'hui Cimiez, un quartier du nord de Nice). Dans sa plus grande extension, en 297, cette province englobe Digne et Briançon. Sa capitale est ensuite déplacée à Embrun.
Lors de la sécession provoquée par Postume qui créa l'Empire des Gaules en 260, la région resta fidèle à Gallien.
Un premier département des Alpes-Maritimes existe de 1793 à 1814. Son chef-lieu est Nice, mais ses limites diffèrent de celles du département actuel, incluant Monaco (Port-Hercule) et Sanremo (Saint-Rème) mais non l'arrondissement de Grasse (alors dans le département du Var) : le département s’arrête donc à l'ouest approximativement au fleuve Var.
Le découpage en 1812 était:
- Arrondissement de Nice : Cantons : Aspremont, La Brigue (Briga), Menton, Monaco, Nice (deux cantons), Roquebillière (Roccabilliere), Saint-Salvador, Saorge (Saorgio), L'Escarène (Scarena), Sospel (Sospello), Utelle, Villefranche-sur-Mer
  - Arrondissement de San-Remo : Cantons : Bordighera, Dolcecacqua, Pigna, San Remo, Taggia, Triora, Vintimille.
    - Arrondissement de Puget-Théniers : Cantons : Beuil, Gilette, Guillaumes, Puget-Théniers, Roquesteron, Saint-Étienne-de-Tinée, Villars-sur-Var.

En 1860, Cavour, un des partisans de l'unité italienne autour du royaume de Sardaigne, négocie le soutien de Napoléon III. En échange de la Savoie et du comté de Nice, l'Empire français doit aider la Sardaigne à conquérir la partie de l'Italie du Nord détenue par l'Autriche. Cependant, Napoléon III fait machine arrière durant la guerre, ne permettant à la Sardaigne que l'obtention de la Lombardie. Malgré le fait que l'accord n'est pas rempli, la cession des territoires sardes doit bien avoir lieu. L'annexion est appuyée par un plébiscite remis en question, car le résultat n'aurait pas changé l'issue du vote. Les 15 et 16 avril 1860, 25 743 électeurs hommes inscrits des 89 communes du comté de Nice votent pour le rattachement à la France. Cela représente 83,8 % des inscrits (30 712 inscrits) et 99,2 % des votants (25 933 personnes). Le nouveau département des Alpes-Maritimes sera composé de l'ancien comté de Nice, divisé en un arrondissement de Nice et un arrondissement de Puget-Théniers (ces deux arrondissements existaient déjà dans l'ancien département (1793-1814)), et d'une partie du département du Var, l'arrondissement de Grasse, déplaçant la frontière occidentale du fleuve Var jusqu'à la Siagne et Théoule, au pied du massif de l'Estérel. Toutefois le comté de Nice est amputé de Tende et de La Brigue qui seront intégrés à la France lors du traité de Paris en 1947.
L'arrondissement de Puget-Théniers est supprimé à des fins d'économie en 1926 et rattaché à celui de Nice.
En septembre 1947, conformément au traité de Paris signé en février de la même année, les communes de Tende et de La Brigue (ainsi que des parties des communes des hautes vallées de la Vésubie et de la Tinée, dont une partie de la commune d'Isola) restées italiennes depuis 1860, sont rattachées à ce département. Le 12 octobre suivant, cette annexion est confirmée par un référendum.

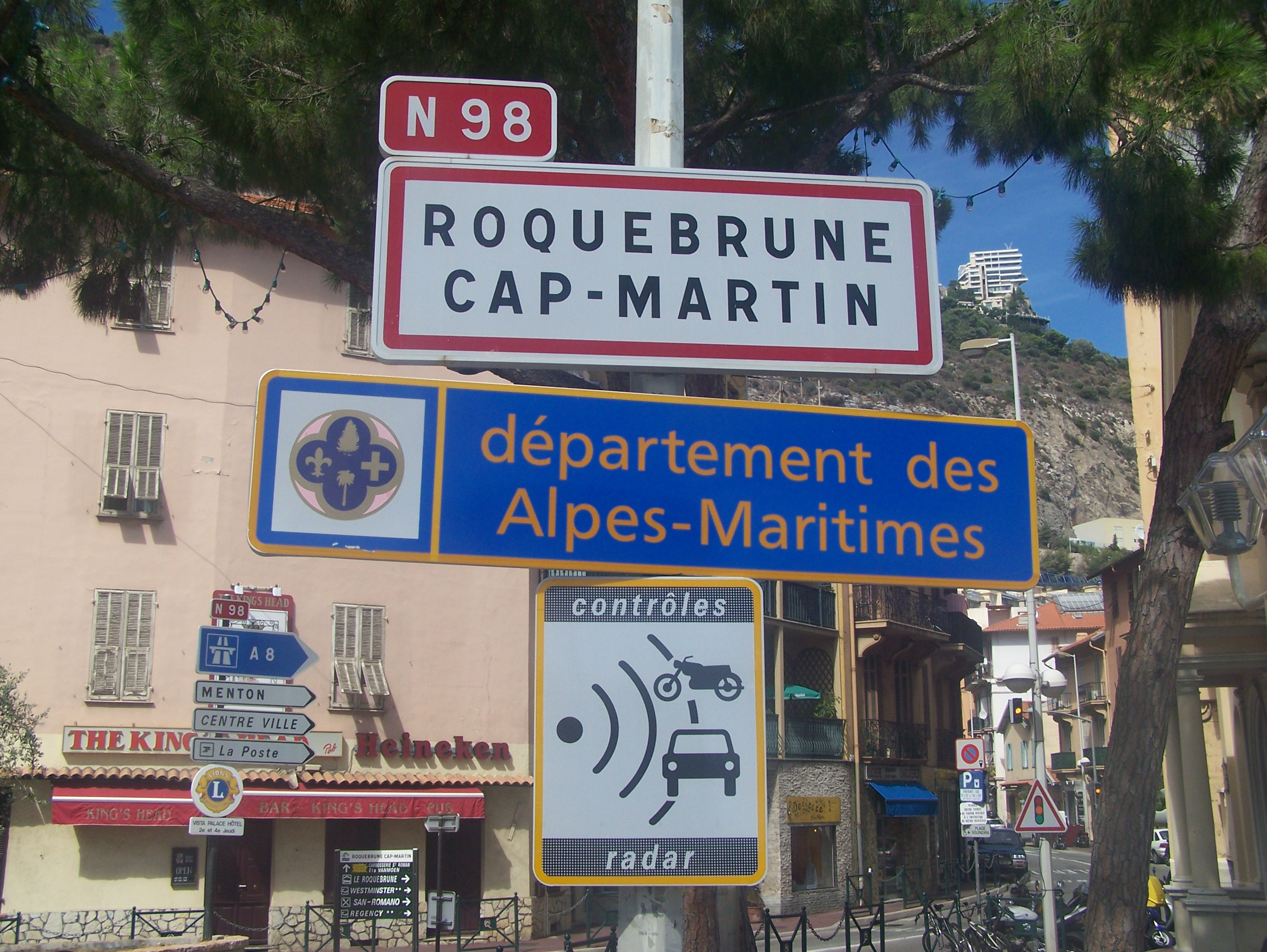
Logo du département des Alpes-Maritimes, à la frontière monégasque.

Le département des Alpes-Maritimes utilise un logo dont la forme est un quadrilobe aux arcs sécants, inséré dans un cercle, qui rappelle un motif commun dans les chapelles romanes du département. On y distingue en haut le mélèze de la partie montagneuse du département et en bas le palmier du littoral. À gauche et à droite : la fleur de lys de la partie provençale (issue des armes de la maison d'Anjou) et la croix de la maison de Savoie pour l’ancien comté de Nice, motifs gravés sur les anciennes bornes frontière.

Logo.
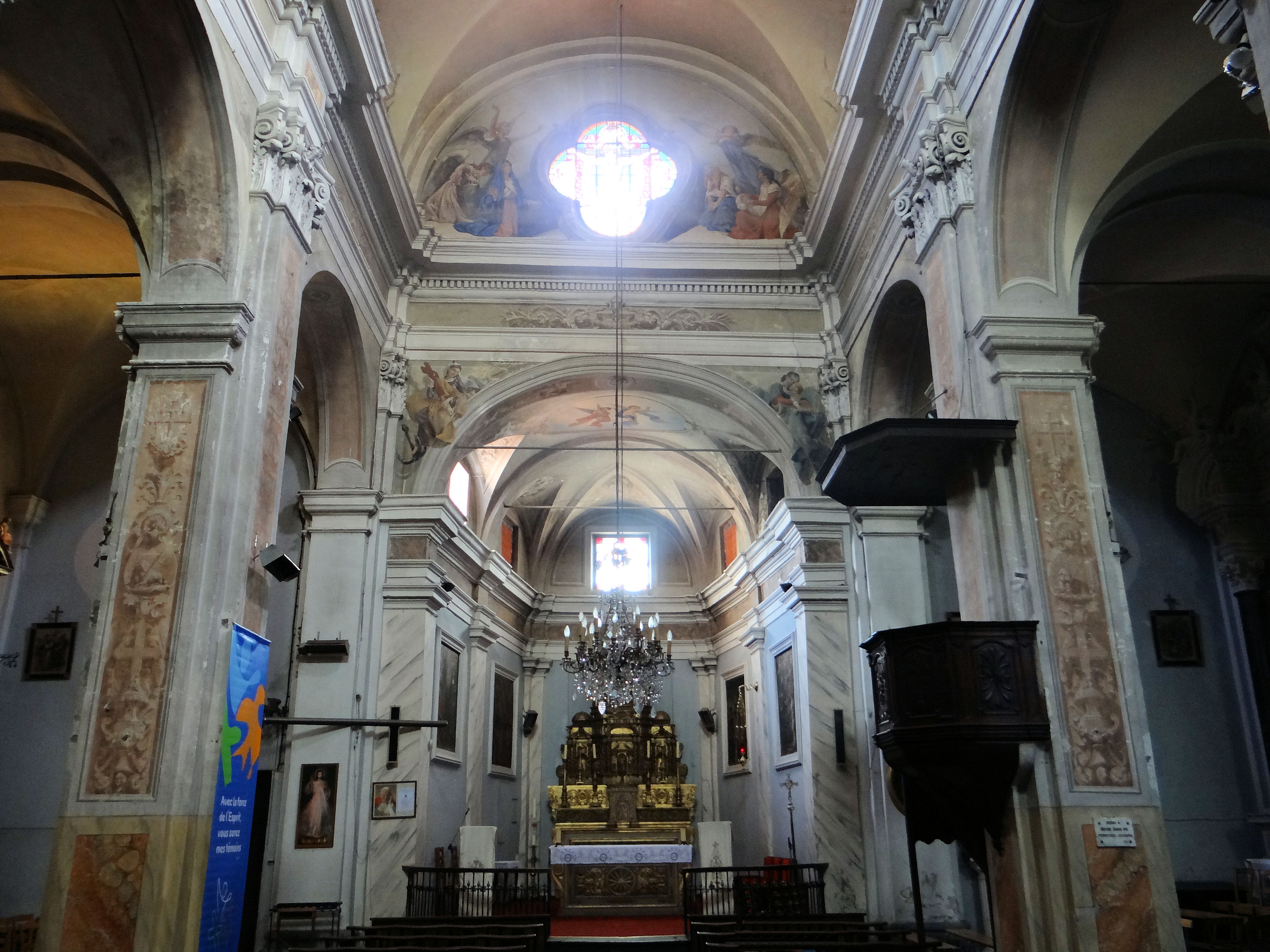
Rosace de l'église Sainte-Marie-Madeleine de Contes en forme de quadrilobe.
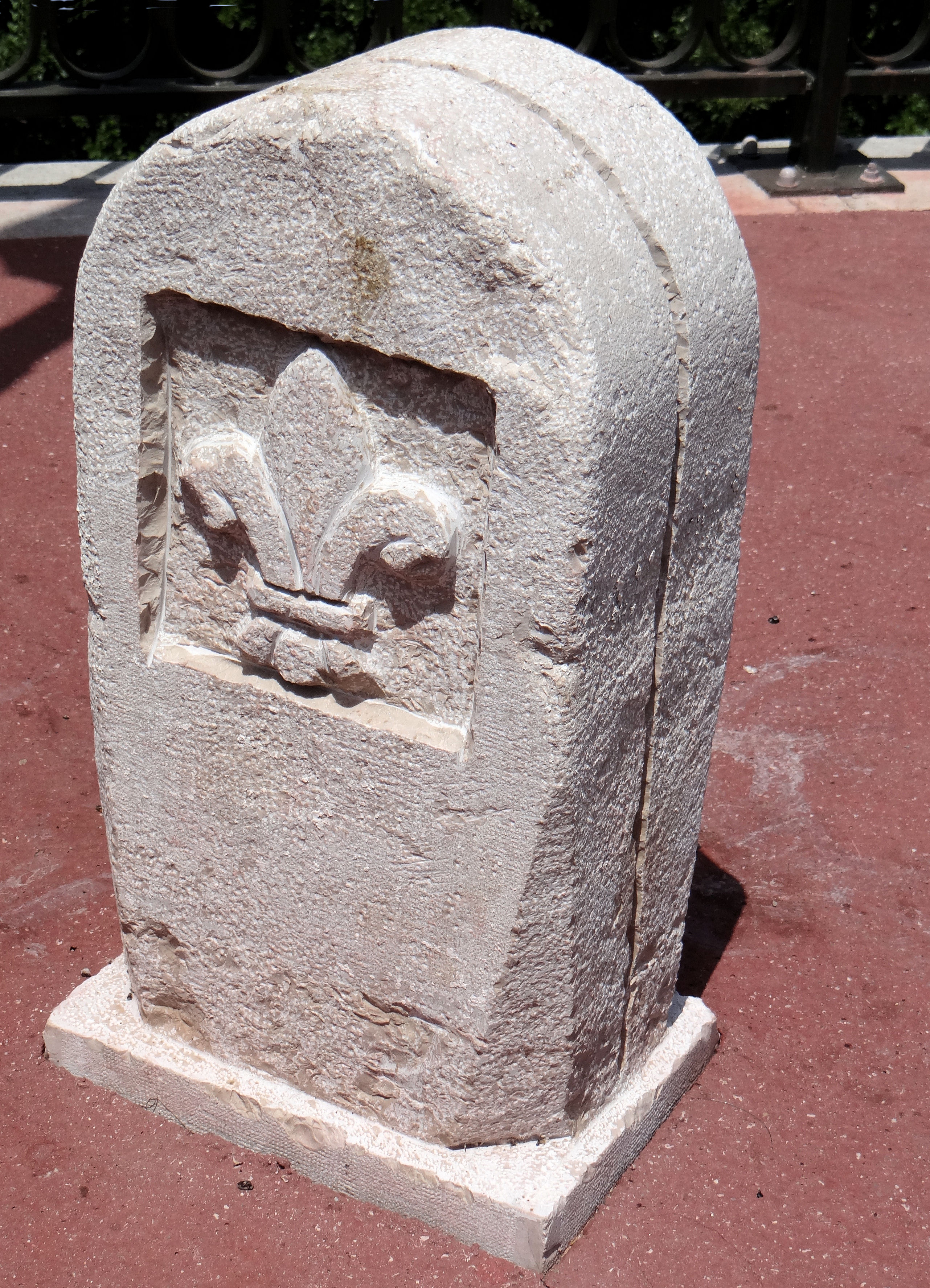
Reproduction d'une borne frontière sur le pont de France, sur l'Estéron, côté La Roque-en-Provence : la fleur de lys de la maison d'Anjou.
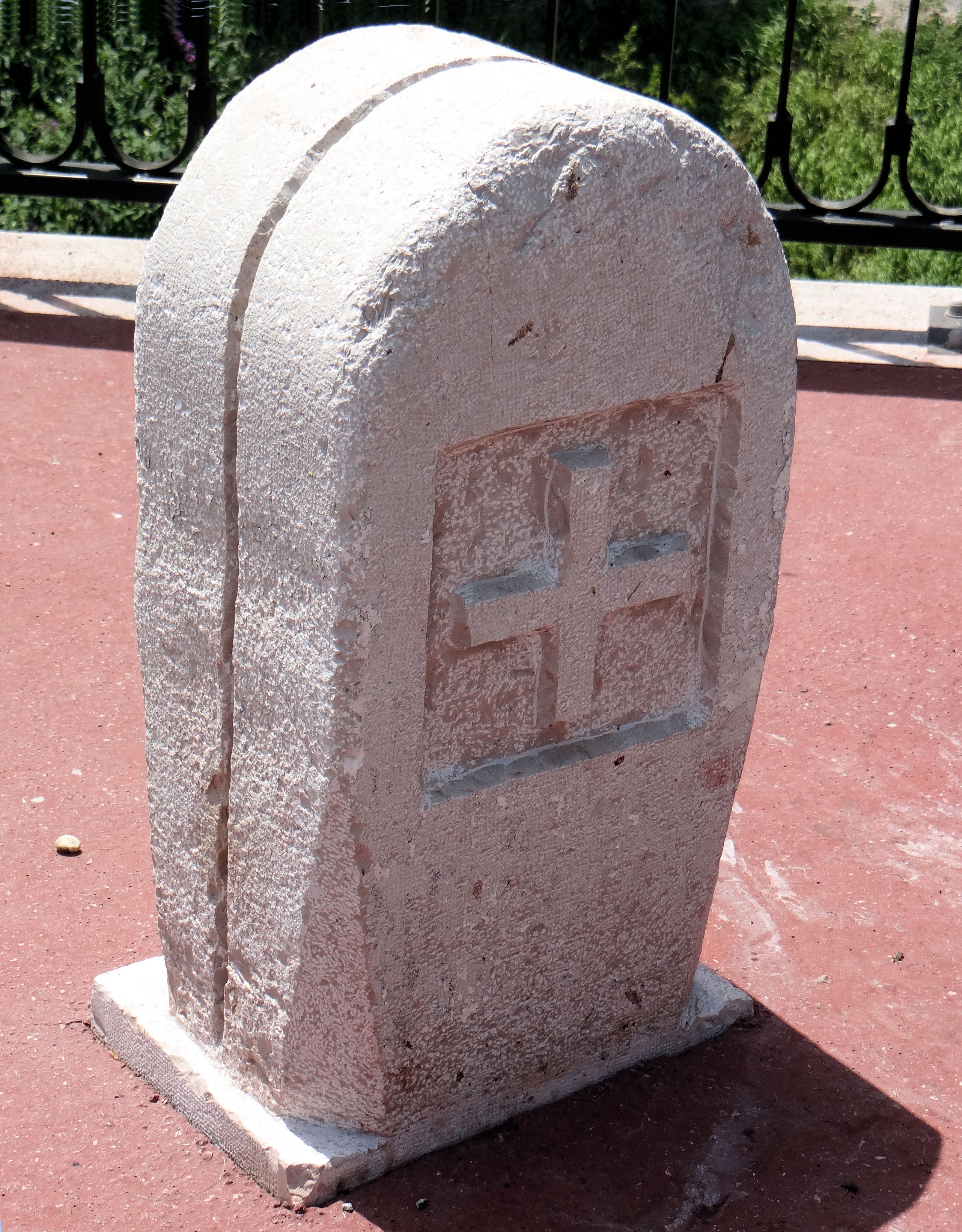
Côté nord, à Roquestéron : la croix de la maison de Savoie.
Armes du duché d'Anjou.
Armes du duché de Savoie.

## Politique et administration

### Tendances politiques et résultats
Depuis la Seconde Guerre mondiale, le département vote plutôt à droite. Sur les neuf circonscriptions des Alpes-Maritimes, 5 sont actuellement[Quand ?] tenues par la droite gaulliste (Les Républicains), trois par l'extrême droite (Rassemblement national) et une par la droite libérale (Horizons). Sur les cinq sénateurs que compte le département, quatre sont de droite et un du Parti socialiste.
Les Alpes-Maritimes ont connu des problèmes de corruption du personnel politique dans les années 1980 et 1990, aboutissant notamment aux condamnations pénales des maires de Nice, Jacques Médecin, de Cannes, Michel Mouillot et d'Antibes, Pierre Merli.

### Conseil départemental
Le conseil départemental est composé de cinquante-quatre conseillers élus pour six ans. Depuis les élections de mars 2015, cinquante sont de droite, dont 43 LR et 7 UDI, et quatre seulement sont de gauche, dont 2 Front de Gauche, un écologiste et un socialiste. Du 18 décembre 2008 au 15 septembre 2017, le conseil départemental est présidé par Éric Ciotti (LR), et depuis la fin de l'année 2017, le conseil départemental est présidé par Charles Ange Ginésy (LR).

### Budget
En 2011, le budget primitif du département s'élève à 1,3 milliard d'euros dont 498 millions (38,3 %) sont consacrés à l'action sociale et 346 millions au fonctionnement (26,6 %). Les dépenses d'investissement atteignent un peu plus de 250 millions d'euros (19,2 %).
En 2010, le département était le troisième plus endetté de France avec 942 millions d'euros d'emprunts soit 68,4 % du budget total. Cette dette se chiffrait à 2 460 euros par foyer fiscal, et à 859 euros par habitant. La tendance d'évolution de la dette au cours de la dernière décennie correspond à une forte augmentation : + 440 % entre 2001 et 2009[réf. nécessaire] et + 26 % entre 2009 et 2010. Elle était ainsi de 43 millions d'euros en 2003[réf. nécessaire].

## Population et société

### Démographie
En 2022, le département comptait 1 114 579 habitants, en évolution de +2,85 % par rapport à 2016 (France hors Mayotte : +2,11 %).
| 1791 | 1801 | 1806    | 1821    | 1826 | 1831 | 1836 | 1841 | 1846 |
| ---- | ---- | ------- | ------- | ---- | ---- | ---- | ---- | ---- |
| -    | -    | 131 266 | 161 886 | -    | -    | -    | -    | -    |

| 1851    | 1856 | 1861    | 1866    | 1872    | 1876    | 1881    | 1886    | 1891    |
| ------- | ---- | ------- | ------- | ------- | ------- | ------- | ------- | ------- |
| 192 062 | -    | 194 578 | 198 818 | 199 037 | 203 604 | 226 621 | 238 057 | 258 571 |

| 1896    | 1901    | 1906    | 1911    | 1921    | 1926    | 1931    | 1936    | 1946    |
| ------- | ------- | ------- | ------- | ------- | ------- | ------- | ------- | ------- |
| 265 155 | 293 213 | 334 007 | 356 338 | 357 759 | 435 253 | 493 376 | 513 714 | 453 073 |

| 1954    | 1962    | 1968    | 1975    | 1982    | 1990    | 1999      | 2006      | 2011      |
| ------- | ------- | ------- | ------- | ------- | ------- | --------- | --------- | --------- |
| 515 484 | 618 265 | 722 070 | 816 681 | 881 198 | 971 829 | 1 011 326 | 1 073 184 | 1 081 244 |

| 2016      | 2021      | 2022      | - | - | - | - | - | - |
| --------- | --------- | --------- | - | - | - | - | - | - |
| 1 083 704 | 1 103 941 | 1 114 579 | - | - | - | - | - | - |

Selon l'Insee, 39,5 % des enfants nés en 2011 dans le département des Alpes-Maritimes, soit 4 747 sur 11 999, ont au moins un parent né à l'étranger (quelle que soit sa nationalité), 15,4 % ont un père né au Maghreb.

#### Communes les plus peuplées
| Nom                  | Code Insee | Intercommunalité           | Superficie (km2) | Population (dernière pop. légale) | Densité (hab./km2) | Modifier                                    |
| -------------------- | ---------- | -------------------------- | ---------------- | --------------------------------- | ------------------ | ------------------------------------------- |
| Nice                 | 06088      | Métropole Nice Côte d'Azur | 71,92            | 353 701 (2022)                    | 4 918              | modifier les données · modifier les données |
| Antibes              | 06004      | CA Sophia Antipolis        | 26,48            | 76 612 (2022)                     | 2 893              | modifier les données · modifier les données |
| Cannes               | 06029      | CA Cannes Pays de Lérins   | 19,62            | 74 040 (2022)                     | 3 774              | modifier les données · modifier les données |
| Cagnes-sur-Mer       | 06027      | Métropole Nice Côte d'Azur | 17,95            | 52 852 (2022)                     | 2 944              | modifier les données · modifier les données |
| Grasse               | 06069      | CA du Pays de Grasse       | 44,44            | 48 669 (2022)                     | 1 095              | modifier les données · modifier les données |
| Le Cannet            | 06030      | CA Cannes Pays de Lérins   | 7,71             | 40 198 (2022)                     | 5 214              | modifier les données · modifier les données |
| Saint-Laurent-du-Var | 06123      | Métropole Nice Côte d'Azur | 10,11            | 31 645 (2022)                     | 3 130              | modifier les données · modifier les données |
| Menton               | 06083      | CA de la Riviera française | 14,05            | 30 326 (2022)                     | 2 158              | modifier les données · modifier les données |
| Vallauris            | 06155      | CA Sophia Antipolis        | 13,04            | 28 579 (2022)                     | 2 192              | modifier les données · modifier les données |
| Mandelieu-la-Napoule | 06079      | CA Cannes Pays de Lérins   | 31,37            | 21 201 (2022)                     | 676                | modifier les données · modifier les données |
| Vence                | 06157      | Métropole Nice Côte d'Azur | 39,23            | 19 856 (2022)                     | 506                | modifier les données · modifier les données |
| Mougins              | 06085      | CA Cannes Pays de Lérins   | 25,64            | 19 481 (2022)                     | 760                | modifier les données · modifier les données |
| Villeneuve-Loubet    | 06161      | CA Sophia Antipolis        | 19,60            | 16 729 (2022)                     | 854                | modifier les données · modifier les données |
| Carros               | 06033      | Métropole Nice Côte d'Azur | 15,11            | 13 729 (2022)                     | 909                | modifier les données · modifier les données |
| Beausoleil           | 06012      | CA de la Riviera française | 2,79             | 12 430 (2022)                     | 4 455              | modifier les données · modifier les données |

#### Unités urbaines
Selon l'INSEE, les Alpes-Maritimes comptaient en 2010 dix unités urbaines, dont sept composées d'une commune isolée, deux formant de petites agglomérations composées de trois à neuf communes et la cinquième de France, celle de Nice et ses 51 communes.
| Rang | Nom de l'unité urbaine             | Population municipale (2012) | Nombre de communes (dont villes-centres) |
| ---- | ---------------------------------- | ---------------------------- | ---------------------------------------- |
| 1    | Nice                               | 943 695                      | 51                                       |
| 2    | Menton – Monaco (partie française) | 68 877                       | 9                                        |
| 3    | Levens                             | 4 761                        | 1                                        |
| 4    | Saint-Cézaire-sur-Siagne           | 3 772                        | 1                                        |
| 5    | Sospel                             | 3 568                        | 1                                        |
| 6    | Saint-Vallier-de-Thiey             | 3 478                        | 1                                        |
| 7    | Roquebillière                      | 2 944                        | 3                                        |
| 8    | Saint-Martin-du-Var                | 2 682                        | 1                                        |
| 9    | L'Escarène                         | 2 449                        | 1                                        |
| 10   | Breil-sur-Roya                     | 2 444                        | 1                                        |

#### Aires urbaines
Selon l'INSEE, les Alpes-Maritimes comptaient en 2010 deux aires urbaines, dont la septième de France, celle de Nice.
| Rang | Nom de l'aire urbaine              | Population municipale (2012) | Nombre de communes |
| ---- | ---------------------------------- | ---------------------------- | ------------------ |
| 1    | Nice                               | 1 004 914                    | 129                |
| 2    | Menton - Monaco (partie française) | 73 052                       | 12                 |

#### Les résidences secondaires
Selon le recensement général de la population au 1er janvier 2008, 23,2 % des logements disponibles dans le département étaient des résidences secondaires.
Ce tableau indique les principales communes des Alpes maritimes dont les résidences secondaires et occasionnelles dépassent 10 % des logements totaux en 2008.
| Ville                          | Population municipale | Nombre de logements | Résidences secondaires | % résidences secondaires |
| ------------------------------ | --------------------- | ------------------- | ---------------------- | ------------------------ |
| Isola                          | 689                   | 3 232               | 2 831                  | 87,57 %                  |
| Saint-Étienne-de-Tinée (Auron) | 1 324                 | 3 958               | 3 153                  | 79,66 %                  |
| Péone (Valberg)                | 812                   | 2 204               | 1 706                  | 77,40 %                  |
| Roubion                        | 114                   | 335                 | 256                    | 76,37 %                  |
| Valdeblore (La Colmiane)       | 831                   | 1 770               | 1 304                  | 73,70 %                  |
| Théoule-sur-Mer                | 1 556                 | 3 250               | 2 382                  | 73,29 %                  |
| Beuil                          | 493                   | 1 136               | 803                    | 70,68 %                  |
| Guillaumes                     | 694                   | 1 110               | 748                    | 67,39 %                  |
| La Brigue                      | 633                   | 1 091               | 735                    | 67,34 %                  |
| Gréolières                     | 540                   | 779                 | 499                    | 64,11 %                  |
| Caille                         | 330                   | 440                 | 273                    | 62,05 %                  |
| Moulinet                       | 216                   | 397                 | 245                    | 61,77 %                  |
| Belvédère                      | 685                   | 1 138               | 692                    | 60,82 %                  |
| Andon                          | 550                   | 746                 | 452                    | 60,59 %                  |
| Saint-Martin-Vésubie           | 1 327                 | 2 135               | 1 291                  | 60,44 %                  |
| Valderoure                     | 386                   | 527                 | 317                    | 60,26 %                  |
| Saorge                         | 434                   | 581                 | 349                    | 60,07 %                  |
| Séranon                        | 462                   | 471                 | 275                    | 58,39 %                  |
| Fontan                         | 269                   | 392                 | 221                    | 56,25 %                  |
| Saint-Jean-Cap-Ferrat          | 2 085                 | 2 090               | 1 106                  | 52,91 %                  |
| La Bollène-Vésubie             | 574                   | 622                 | 323                    | 51,94 %                  |
| Tende                          | 2 025                 | 2 000               | 898                    | 44,89 %                  |
| Roquebrune-Cap-Martin          | 13 515                | 13 230              | 5 927                  | 44,80 %                  |
| Menton                         | 28 833                | 26 150              | 10 741                 | 41,07 %                  |
| Utelle                         | 693                   | 684                 | 278                    | 40,63 %                  |
| Mandelieu-la-Napoule           | 21 192                | 19 233              | 7 655                  | 39,80 %                  |
| Cannes                         | 72 939                | 68 563              | 26 622                 | 38,83 %                  |
| Beaulieu-sur-Mer               | 3 742                 | 3 308               | 1 255                  | 37,94 %                  |
| Lucéram                        | 1 259                 | 1 000               | 377                    | 37,69 %                  |
| Villeneuve-Loubet              | 14 427                | 11 162              | 4 198                  | 37,61 %                  |
| Villefranche-sur-Mer           | 6 244                 | 5 128               | 1 856                  | 36,18 %                  |
| Èze                            | 2 961                 | 2 066               | 745                    | 36,08 %                  |
| Peille                         | 2 289                 | 1 517               | 525                    | 34,59 %                  |
| Breil-sur-Roya                 | 2 117                 | 1 767               | 586                    | 33,18 %                  |
| Lantosque                      | 1 262                 | 1 053               | 342                    | 32,52 %                  |
| Cap-d'Ail                      | 4 997                 | 3 578               | 1 141                  | 31,89 %                  |
| La Turbie                      | 3 165                 | 2 049               | 638                    | 31,15 %                  |
| Antibes (dont Juan les Pins)   | 76 994                | 57 762              | 17 360                 | 30,06 %                  |
| Vallauris                      | 29 111                | 19 155              | 5 297                  | 27,65 %                  |
| Roquebillière                  | 1 636                 | 1 254               | 336                    | 26,79 %                  |
| Saint-Vallier-de-Thiey         | 3 214                 | 1 848               | 494                    | 26,71 %                  |
| Sospel                         | 3 520                 | 2 186               | 554                    | 25,34 %                  |
| Tourrettes-sur-Loup            | 4 213                 | 2 477               | 555                    | 22,39 %                  |
| Beausoleil                     | 14 078                | 8 903               | 1 943                  | 21,82 %                  |
| Saint-Paul-de-Vence            | 3 477                 | 1 892               | 407                    | 21,54 %                  |
| Saint-Cézaire-sur-Siagne       | 3 575                 | 1 953               | 410                    | 20,99 %                  |
| Opio                           | 2 123                 | 1 057               | 222                    | 20,96 %                  |
| Auribeau-sur-Siagne            | 2 847                 | 1 407               | 255                    | 18,11 %                  |
| Châteauneuf-Grasse             | 3 160                 | 1 612               | 280                    | 17,37 %                  |
| Vence                          | 19 247                | 11 132              | 1 828                  | 16,42 %                  |
| Mougins                        | 19 703                | 10 571              | 1 735                  | 16,41 %                  |
| Le Cannet                      | 40 940                | 25 762              | 4 172                  | 16,19 %                  |
| Biot                           | 9 160                 | 4 721               | 760                    | 16,10 %                  |
| Levens                         | 4 632                 | 2 196               | 331                    | 15,06 %                  |
| Roquefort-les-Pins             | 6 346                 | 2 869               | 428                    | 14,92 %                  |
| Cagnes-sur-Mer                 | 48 926                | 29 269              | 4 217                  | 14,41 %                  |
| Saint-Jeannet                  | 3 656                 | 1 713               | 234                    | 13,66 %                  |
| Le Rouret                      | 3 796                 | 1 766               | 236                    | 13,38 %                  |
| Nice                           | 344 875               | 219 175             | 27 663                 | 12,62 %                  |
| Valbonne                       | 12 500                | 5 633               | 633                    | 11,24 %                  |
| La Colle-sur-Loup              | 7 633                 | 3 568               | 397                    | 11,12 %                  |

- Source Insee, chiffres au 01/01/2008.

### Transports

Évolution du réseau ferré dans le département des Alpes-Maritimes de 1830 à 2020.

Au moment du premier rattachement des Alpes-Maritimes à la France à la fin du XVIIIe siècle une route est tracée, qui deviendra plus tard la Route nationale 7.
Le train arrive dans le département à Cagnes en 1863, en prolongement de la ligne Marseille-Draguignan. Nice est relié l'année suivante, puis Menton en 1869, jusqu'à effectuer la jonction avec la ligne ligure en 1872. Le réseau ferré se développe jusqu'à la Seconde Guerre mondiale avec le désenclavement des communes alpines de l'arrière pays niçois et vençois grâce à la ligne de Tende, la ligne Central-Var et la ligne de Digne. Dans le même temps, le Tramways des Alpes-Maritimes (TAM) se développe, permettant l'accès à des communes septentrionales du département : Saint-Sauveur-sur-Tinée et Saint-Martin-Vésubie. Au bord de mer, le Tramway de Nice et du Littoral (TNL) et le Tramway de Cannes relient alors les villes de la côte méditerranéenne.
Au début des années 1950, l'essor de la voiture et du bus conduit à la fermeture de l'intégralité du réseau secondaire. Seuls subsistent les lignes Marseille-Menton, Nice-Digne et celle de Tende. La première autoroute du département est construite à partir de 1956, reliant Mandelieu-la-Napoule et Cagnes-sur-Mer. Elle prend le nom d'Autoroute A8 en 1966. Un second tronçon (Autoroute A53) relie Roquebrune et la frontière italienne en 1969. Les deux sections sont finalement reliées dans les années 1980, par la création du contournement de Nice.
L'Aéroport de Nice-Côte d'Azur trouve son origine dans les années 1910, avec la création d'une liaison postale avec la Corse puis avec Marseille. Aujourd'hui, s'agissant du trafic passagers commerciaux, il occupe la troisième place après les aéroports franciliens, et dessert pour l'été 2022, 108 destinations dans 39 pays. Le second aéroport est celui de Cannes - Mandelieu, deuxième aéroport d'affaires en France après Paris-Le Bourget.
Le réseau Lignes d’Azur est le réseau de transport en commun de la Métropole Nice Côte d'Azur comprenant trois lignes de tramways à Nice et 165 lignes d'autobus et d'autocar.

### Enseignement

#### Enseignement primaire et secondaire
Le département compte 222 écoles maternelles, 357 écoles élémentaires et une école d'enseignement spécial. Il accueille également 72 collèges, 14 lycées professionnels et 22 lycées, auxquels il faut ajouter 65 établissements privés sous contrats.

#### Enseignement supérieur
L'enseignement supérieur est relativement peu développé dans le département. L'aire urbaine de Nice ne compte ainsi que 35 000 étudiants, tandis que celles de Rennes ou de Bordeaux en ont 60 000.
Les Alpes-Maritimes bénéficient de l'installation à Menton, depuis octobre 2005, d'un premier cycle de l'Institut d'études politiques de Paris, dédié aux relations entre les rives nord et sud de la Méditerranée et aux relations de l’Europe avec le Moyen-Orient.
Plusieurs écoles d'ingénieurs sont installées à Sophia Antipolis, dont EURECOM (École d'ingénieur et centre de recherche en systèmes de communication), l'École des mines de Paris et Polytech Nice-Sophia. En outre, deux grandes écoles de commerce sont installées dans la région : l'EDHEC à Nice et la SKEMA Business School à Sophia-Antipolis. L'INRIA et le CNRS sont également implantés à Sophia Antipolis.
Le département compte en tout 35 000 étudiants[Quand ?].

## Activités

### Randonnée pédestre
Le département des Alpes-Maritimes possède un vaste réseau de sentiers de randonnée qui s'adresse aux randonneurs débutants comme confirmés, comme les gorges du Loup, le plateau de Caussols, le baou de Saint-Jeannet, le cap d’Ail, ou encore le val de Siagne.
Le département est traversé par des sentiers de grande randonnée (GR, balisage rouge et blanc) : 51, 52, 5, 510, 653A et est doté de nombreux parcours de randonnée à la journée (PR, balisage jaune).

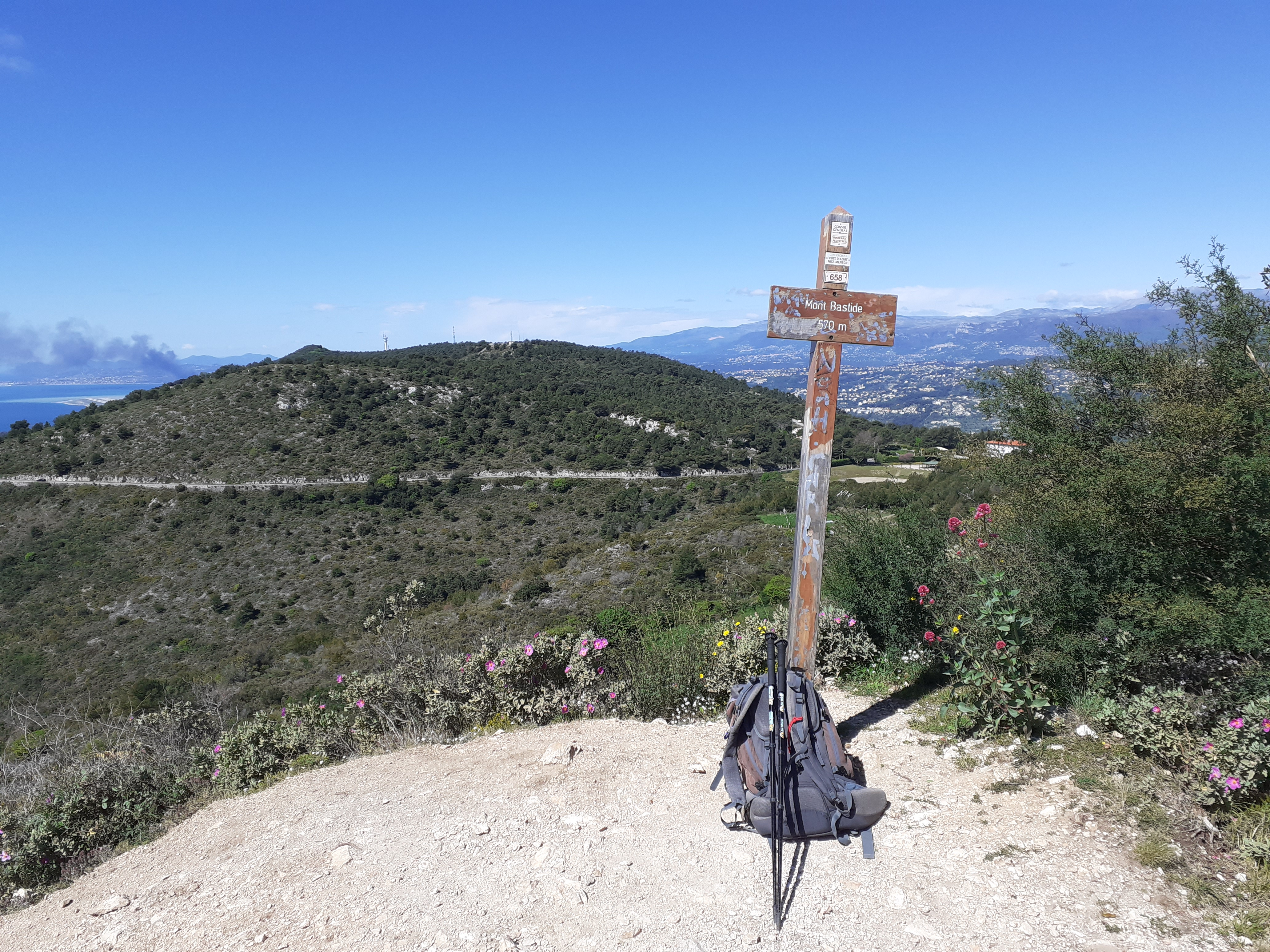
Vue depuis le sommet du mont Bastide avec la balise 658 du sentier de randonnée entre le col d'Èze et Èze-village.

Le balisage comprend un marquage à la peinture complété de balises (panneaux en bois) renseignées sur la direction à suivre et numérotées permettant au randonneur de se repérer sur la carte topographique de randonnée IGN série bleue (échelle 1/25000) de la zone considérée.
Dans ses guides thématiques RandOxygène, le Conseil général divise le département en trois zones touristiques (haut pays, moyen pays et pays côtier) aux caractéristiques et aux influences très différentes, du Mercantour au littoral de la Méditerranée.

## Économie
L'économie des Alpes-Maritimes se caractérise par l'importance du secteur tertiaire. Le département compte, outre les activités touristiques et les services traditionnels, un nombre assez élevé d'entreprises de recherche et du secteur tertiaire supérieur. L'agriculture est peu importante et l'industrie joue un rôle relativement faible, mais elle s'est diversifiée vers des activités à haute valeur technologique. Le secteur du BTP est assez important. L'économie est très sensible aux variations de la conjoncture nationale et internationale. Le taux de chômage se situe à 9,1 %.
D'après l'Insee, en 2005 le PIB par habitant des Alpes-Maritimes atteignait 27 723 euros ce qui classait le département au treizième rang en France. Son PIB était de 29,6 milliards d'euros. D'après Eurostat, le PIB par habitant aux prix du marché en 2008 pour le département s'élevait à 30 700 euros, ce qui le classait également au treizième rang en France.
|                   | Tertiaire | Industrie | BTP   | Agriculture |
| ----------------- | --------- | --------- | ----- | ----------- |
| Alpes-Maritimes   | 76,2 %    | 12,5 %    | 9,2 % | 2,1 %       |
| Moyenne nationale | 71,5 %    | 18,3 %    | 6,1 % | 4,1 %       |

### Tourisme
La présence de la mer Méditerranée et des Alpes sous un ciel clément a favorisé le tourisme comme activité dominante. Il constitue une ressource essentielle pour toute la Côte d'Azur. Le secteur représente 64 000 emplois directs dans le département. Pour la seule ville de Nice, le chiffre d'affaires représente 12 ou 13 % de part de marché du tourisme en France, la capitale Azuréenne étant même la deuxième ville hôtelière du pays, juste après Paris. La ville possède également avec Nice-Côte d'Azur le deuxième aéroport de France derrière Paris et ses entités, avec 14,5 millions de passagers enregistrés en 2019.
Le bord de mer où réside l'essentiel de la population est une des régions les plus prisées du monde avec plusieurs atouts :
- des stations balnéaires (Cannes, Cagnes-sur-Mer, Antibes, Juan-les-Pins, Nice, Menton) ;
- des petites et moyennes communes côtières profitant des renommées mondiales de leurs voisines tout en se démarquant de ces dernières par des paysages atypiques et une ambiance plus familiale (Théoule-sur-Mer, Villefranche-sur-Mer par exemple) ;
- des villes de congrès qui étalent leur activité sur toute l'année (Cannes avec son palais des Festivals, Nice avec Acropolis, Antibes Juan-les-Pins avec son nouveau palais des congrès et Monaco).

En montagne, le ski et la randonnée redonnent vie à Saint-Étienne-de-Tinée (Auron), Beuil, Péone (Valberg), Saint-Martin-Vésubie, Isola, Gréolières, Peïra-Cava, col de Turini, Turini-Camp d'argent (massif de l'Authion).

### Industries
Les industries sont bien développées, comme la parfumerie à Grasse, les nouvelles technologies autour de Sophia-Antipolis et le Centre spatial de Cannes - Mandelieu, où se trouve le premier constructeur de satellites européen et le premier établissement industriel du département.

## Culture
La vie culturelle est assez riche, largement décrite dans le quotidien régional Nice-Matin, relatée dans ses colonnes, et annoncée hebdomadairement dans le supplément JV du mercredi.

### Arts
- Festival de Cannes (cinéma)
- Festival NMA Cannes (NRJ Music Awards)
- Festival Pantiero Cannes (musique électronique et indépendante), en août à Cannes
- Festival International de danse Cannes (danse), festival qui a lieu en biennal fin novembre début décembre à Cannes
- Festival international des jeux, en février à Cannes
- Festival des Nuits musicales du Suquet Cannes (musique classique), en juillet à Cannes
- Festival d'Art Pyrotechnique Cannes (feux d'artifice), en juillet et août à Cannes
- Festival Performances d'acteurs, en juin à Cannes
- Festival International du Film Ecologique et Social [21], en juin à Cannes
- Festival de danses « Break the floor », à Cannes en janvier
- Festival international de danse, en novembre à Cannes
- Festival d'art russe, dont la danse, en août à Cannes
- Rencontres internationales de jeunes ballets, organisé par l'École supérieure de danse de Cannes Rosella Hightower en mars à Cannes
- Marché Piémontais à Mougins, (devenu en 2011 le marché italien).
- Festival international de la gastronomie à Mougins
- Festival de Juan-les-Pins (jazz)
- Nice Jazz Festival
- La Farandole, festival international de folklore à Nice
- Carnaval de Nice
- Combat naval fleuri de Villefranche-sur-Mer
- Nuits du Sud à Vence (musiques du monde)
- Festival Tomawok à (Nice) (rock, métal), en juin
- Festival du livre de Mouans-Sartoux, trois jours, début octobre (21e Festival en 2008).
- C'est pas classique est une manifestation annuelle[22] pour la musique classique (Nice)
- Fête du Citron de Menton
- Fête de la saint-Pierre (Menton)
- Fête de la Lavande (Sainte-Agnès)

Parmi les musées renommés, il est possible de citer la Fondation Maeght, à Saint-Paul-de-Vence, le musée Picasso d'Antibes et l'Espace de l'Art concret, à Mouans-Sartoux, le musée national Fernand-Léger à Biot, les musées Chagall et Matisse à Nice ainsi que le musée d'art moderne et d'art contemporain (MAMAC), également à Nice.

### Sports
Le Département est labélisé Terre de Jeux 2024, le label de Paris 2024 à destination des territoires, et accueillera le passage du Relais de la flamme.
- L'Olympique Gymnaste Club Nice Côte d'Azur évolue en ligue 1 du championnat de France de football
- L'Association sportive de Cannes football évolue en Division d'honneur
- Le Racing Club de Grasse évolue en Division d'honneur
- Le Nice Lawn Tennis Club
- Le Stade niçois évolue en Fédérale 2 de rugby à XV
- Le Rugby olympique de Grasse évolue en Fédérale 2 de rugby à XV
- L'OGC Nice Côte d'Azur Handball évolue en 1re division féminine de handball
- Le Cavigal Nice Sports
- L'Association sportive de Cannes Volley-Ball évolue en ligue A du Championnat de France masculin
- Le Nice Volley-Ball évolue en ligue B de volley-ball
- Le Racing Club de Cannes évolue en ligue A du Championnat de France féminin
- L'Entente sportive Le Cannet-Rocheville évolue en ligue A du Championnat de France féminin
- L'Olympique d'Antibes évolue en Pro A du Championnat de France de basket-ball
- Le Nice Hockey Côte d'Azur évolue en D1 de hockey sur glace masculin
- L'Olympic Nice Natation évolue en 1re division masculine et féminine
- Les Dauphins de Nice évoluent en 1re division de football américain

### Événements sportifs
- Le Marathon des Alpes-Maritimes
- L'Ironman France
- L'arrivée du Paris-Nice
- Le Rallye automobile Monte-Carlo
- Le grand prix de Monaco (Automobile)
- L'Open de Nice
- Le Grand Prix de la Ville de Nice
- Le Tour des Alpes-Maritimes et du Var

### Langues

Les langues des Alpes-Maritimes
Occitan vivaro-alpin (alpin)
Occitan vivaro-alpin (mentonnais)
Occitan vivaro-alpin (intermédiaire)
Occitan provençal (niçois)
Occitan provençal (maritime)
† Figoun (remplacé par le provençal)
Royasque, dont
Tendasque (Royasque)
Brigasque (Royasque)

Les Alpes-Maritimes connaissent deux langues traditionnelles :
- l’occitan ou langue d’oc est la langue traditionnelle. Elle est employée sous 3 formes dialectales: 
  - le niçart dans la commune de Nice et les communes environnantes;
  - le provençal maritime à l'Ouest;
  - le gavot dans le haut-pays (avec une variante, le mentonasque).
- le ligure qui se trouve sous deux formes : 
  - le monégasque qui se concentre principalement autour de Monaco ;
  - le royasque à l'est.

Le français, langue officielle nationale, est parlé par l'ensemble de la population. Jusqu'au milieu du XIXe siècle, l'occitan et l'italien étaient les langues officielles, le français s'est donc imposé tardivement suite à l'annexion du territoire par la France.

### Honneurs
- (100122) Alpes Maritimes, astéroïde.